# Listă de pretexte de război
Aceasta este o listă de pretexte de război:

## Justificare
Țările trebuie să găsească o justificare publică pentru a ataca o altă țară.  Această justificare este necesară pentru a se găsi sprijin intern pentru război, precum și pentru a câștiga sprijinul unor potențiali aliați.

## Listă de pretexte de război

### Războiul troian
Conform mitologiei grecești, acest război a izbucnit după ce Paris, prințul Troiei a răpit-o pe Elena, soția lui Menelaus, regele Spartei.

### Războiul civil roman al lui Cezar
Casus belli pentru războiul civil roman din 49-45 î.Hr. a fost trecerea râului Rubicon de către Iulius Cezar în anul 49 î.Hr..
Expresia „Trecerea Rubiconului” înseamnă a depăși un punct fără întoarcere și se referă la traversarea râului de către Iulius Cezar în anul 49 î.Hr., lucru care a fost considerat o declarație de război. Conflictele au avut loc în perioada 10 ianuarie 49 î.Hr. –17 martie 45 î.Hr. între forțele propopulare Populares conduse de Iulius Cezar și forțele aristrocrate conservatoare Optimates ale Republicii Romane conduse de Senatul Roman și Pompei.

### Războiul de Independență al Statelor Unite

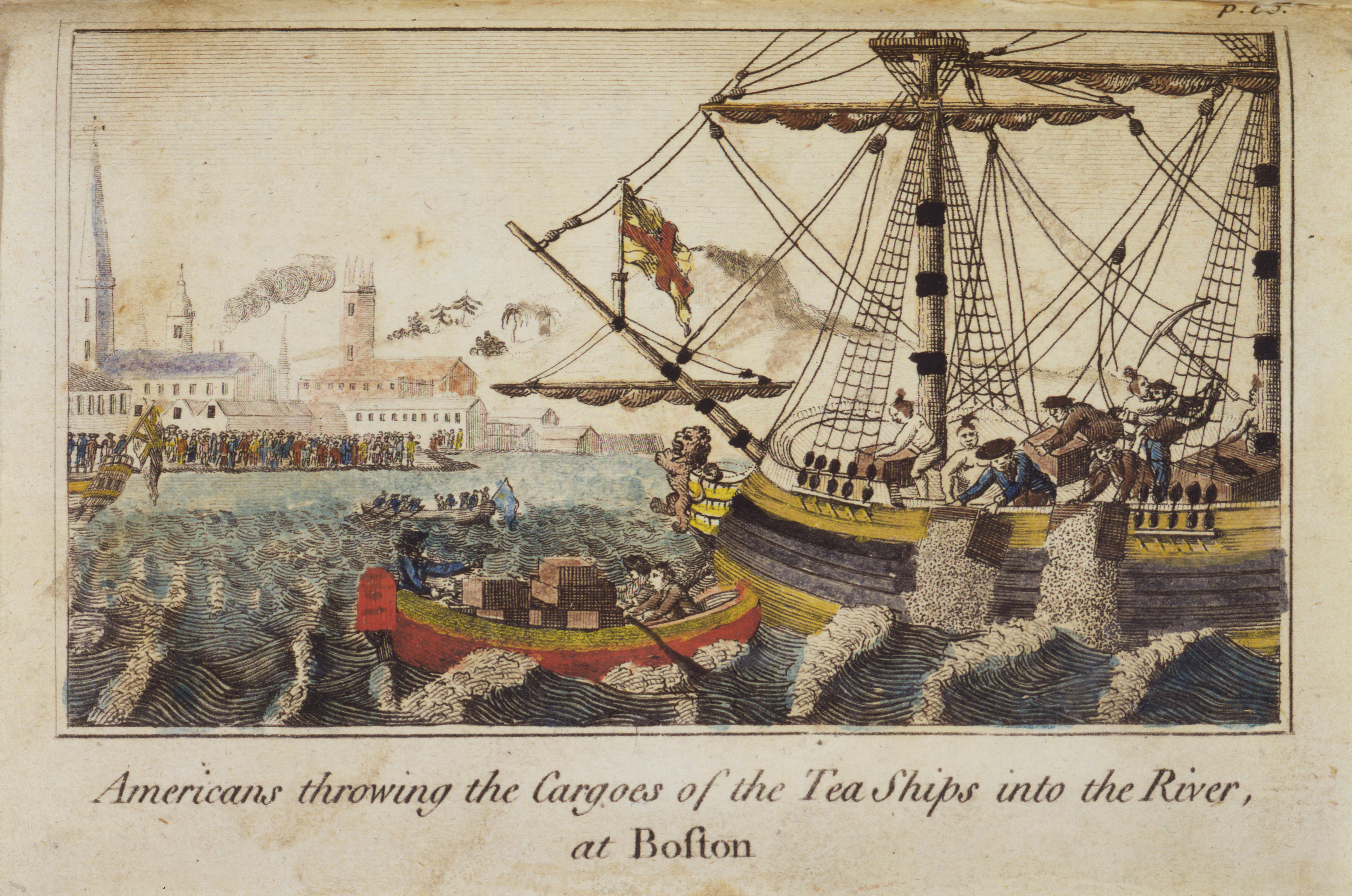
Americanii aruncă încărcăturile navelor în râul Boston

Casus belli pentru Războiul de Independență al Statelor Unite ale Americii a fost așa zisa partidă de ceai de la Boston (Boston Tea Party) din 1773.

### Războiul spaniolo-american

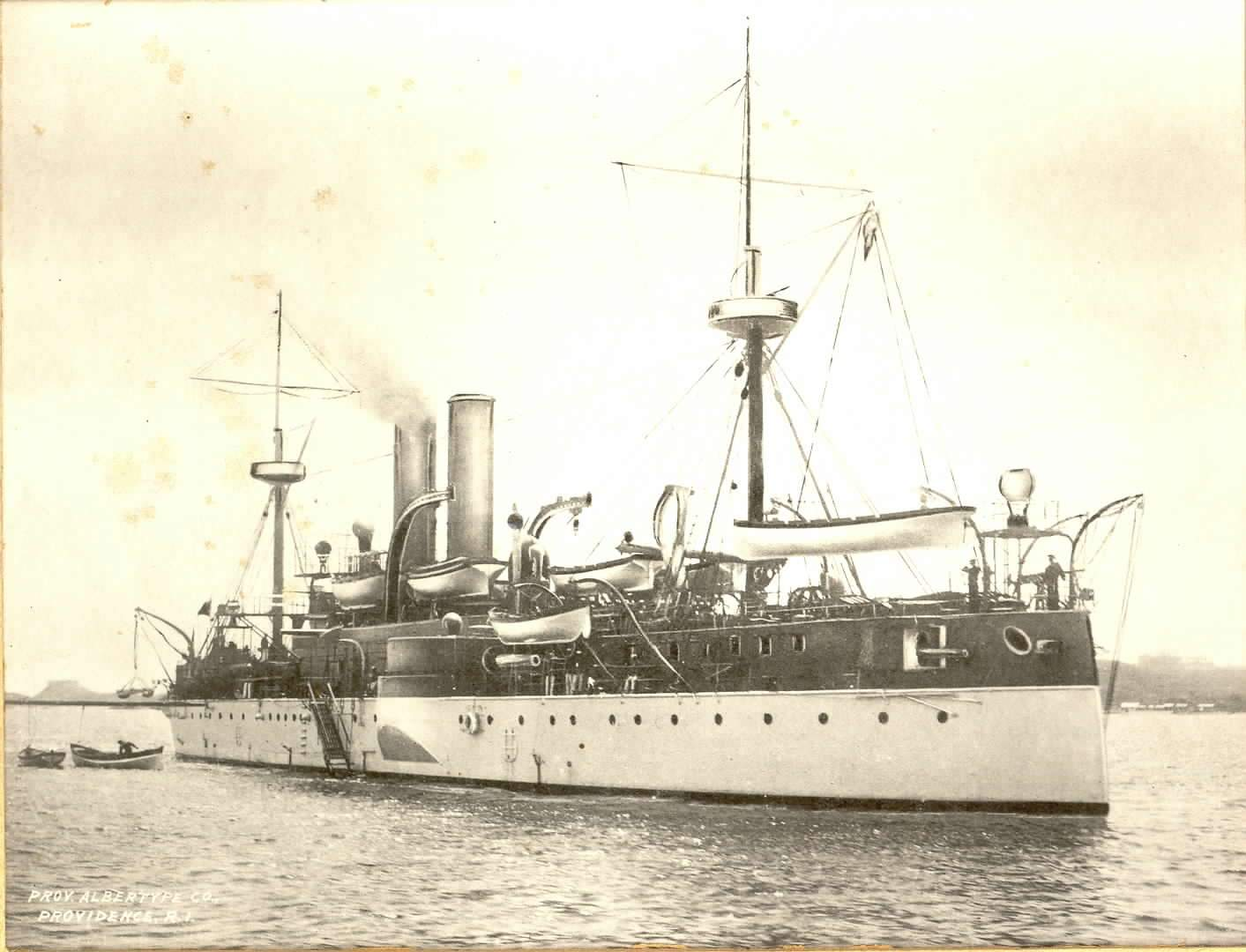
Nava USS Maine acostată în Havana înainte de explozia din 1898

Statele Unite doreau independența Cubei față de Spania în vederea viitoarei anexări a insulei. 
Casus belli pentru Războiul Hispano-American a fost scufundarea navei USS Maine după o explozie produsă la 9:40 PM pe 15 februarie 1898 în portul Havana.
Au existat mai multe explicații alternative privind cauzele exploziei așa cum au fost expuse de către domnul Evans, editor senior al Newsweek. În cartea sa, el afirmă că USS Maine a fost proiectat incorect deoarece sala de cazane a navei era chiar lângă sala de stocare a prafului de pușcă și că o supra-încălzire în sala de cazane posibil că a încălzit peretele din metal adiacent, ceea ce a făcut ca praful de pușcă să explodeze.

### Primul război mondial
Casus belli pentru primul război mondial este asasinarea pe 28 iunie 1914 a arhiducelui Franz Ferdinand al Austriei la Sarajevo în Austro-Ungaria de către Gavrilo Princip, un naționalist sârb din Bosnia. Austria atacă Serbia, iar Imperiul Rus începe mobilizarea trupelor sale în vederea apărării aliatului său Serbia. Acest lucru a dus la declararea războiului împotriva Rusiei de către Imperiul German în vederea sprijinirii aliatului său Austro-Ungaria. Foarte repede, după implicarea Franței, a Imperiului Otoman și Imperiului Britanic, cinci din cele șase mari puteri europene au devenit implicate în primul război general european de după Războaiele napoleoniene.

### Al doilea război mondial

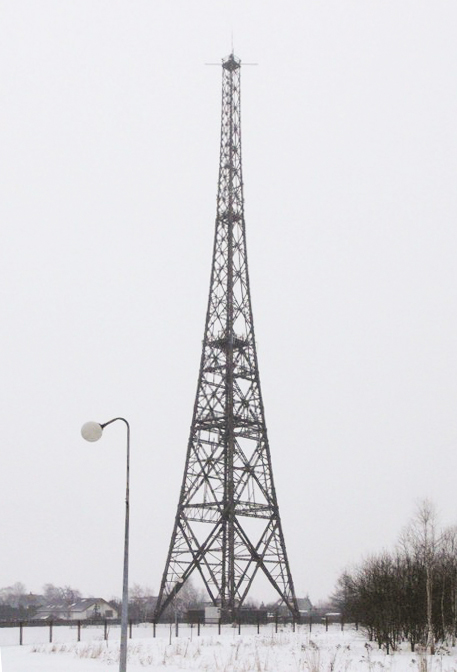
Turnul radio de la Gliwice - naziști îmbrăcați în uniforme poloneze și conduși de SS-Sturmbannführer Alfred Helmut Naujocks au atacat acest turn în august 1939. Astăzi acest turn este cea mai mare structură din lemn din Europa.

Casus belli pentru al doilea război mondial a fost Incidentul Gleiwitz.
În autobiografia sa Mein Kampf, în anii 1920 Adolf Hitler a susținut o politică de „lebensraum” ("Spațiu vital") pentru poporul german, care, în practică, însemna expansiunea germană teritorială înspre Europa de Est. 
În august 1939, în vederea punerii în aplicare a primei faze a acestei politici, Guvernul nazist sub conducerea lui Hitler pune în scenă Incidentul Gleiwitz care a fost folosit ca un motiv de război pentru invazia Poloniei în luna viitoare (septembrie 1939). Aliații Poloniei, Marea Britanie și Franța și-au onorat alianța lor cu Polonia și ulterior au declarat război Germaniei.
În 1941, din nou, în conformitate cu politica de lebensraum, Germania nazistă a invadat Uniunea Sovietică, folosind ca pretext de război ideea războiului preventiv pentru a justifica acest act de agresiune.
Uniunea Sovietică a orchestrat la rândul ei un fals casus belli împotriva Finlandei în timpul celui de-al doilea război mondial și după. În noiembrie 1939, la scurt timp după începerea ostilităților între Germania, Marea Britanie și Franța, Uniunea Sovietică a bombardat satul rus Mainila dând vina pe finlandezi.  Apoi acest incident fabricat a fost folosit ca un casus belli pentru războiul de iarnă. În 1998, președintele rus Boris Elțin a admis că această invazie a constituit de fapt un război sovietic de agresiune.

### Războiul de șase zile
Casus belli pentru războiul de șase zile este blocada strâmtorii Tiran

### Războiul din Vietnam

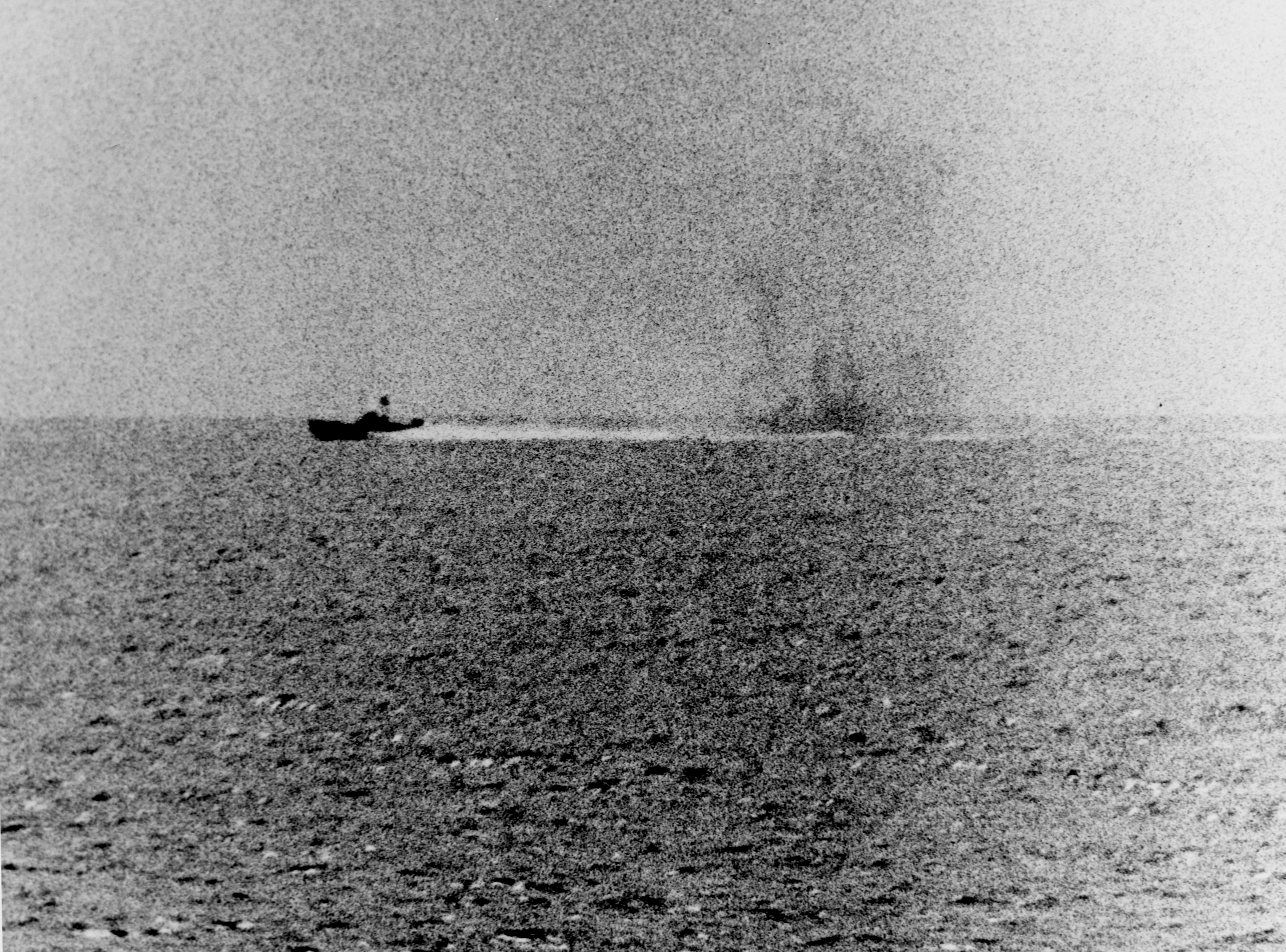
O navă nord-vietnameză P-4 atacă USS Maddox.

Casus belli pentru Războiul din Vietnam este Incidentul din Golful Tonkin în care nava USS Maddox a fost scufundată. Trupele americane s-au retras din Vietnam, războiul fiind considerat unul dintre marile eșecuri ale politicii externe americane.

### Invazia israeliană a Libanului (1982)
Casus belli pentru invazia israeliană a Libanului  din 1982 a fost încercarea de asasinare a ambasadorului israelian în Londra, tentativă pe care Guvernul israelian a atribuit-o Organizației pentru Eliberarea Palestinei. Dar un posibil plan de invazie a Libanului a fost realizat de Israel înainte de aceste evenimente!

### Grecia și Turcia
În 1995, Parlamentul turc a emis un pretext de război împotriva Greciei, ca reacție la o extindere a apelor teritoriale elene de pe coastă de la 6 mile (11 km) la 12 mile (22 km). 

### Războiul împotriva terorismului
Pretextul pentru Războiul împotriva terorismului îl reprezintă atentatele din 11 septembrie 2001.

### Invazia Irakului (2003)
Casus belli pentru Invazia Irakului din 2003 a fost așa zisa prezență a unor arme de distrugere în masă în Irak. Administrația George W. Bush a folosit des acest pretext dar nu s-au găsit asemenea arme în Irak.
Discuțiile despre motivele și implicațiile războiului au început deja înainte de izbucnirea conflictului. SUA nu a motivat oficial începerea războiului, dar se referă la ea în general în cadrul războiului contra terorismului (War on Terrorism). Cu toate că oficial nu există un "casus belli", înainte de război ca motiv principal al atacului erau indicate armele de distrugere în masă ale lui Saddam Hussein, deoarece conducerea irakiană nu permitea accesul liber comitetului internațional de control, comitet care ar fi verificat existența sau lipsa acestor arme. După invazie - deoarece nu s-au găsit arme de distrugere în masă - au fost aduse ca rațiuni pentru război motive mai puțin palpabile cum ar fi de exemplu libertatea, instaurarea democrației, respectiv eliberarea poporului irakian. Aceste motive sunt la fel de false deoarece pe glob există alte state în care situația este la fel de gravă, nu există libertate și democrație, dar acestea nu au resurse naturale ca Irakul.